# Сікаой

43°5′57″ пн. ш. 142°59′20″ сх. д. / 43.09917° пн. ш. 142.98889° сх. д.
Сікао́й (яп. 鹿追町, しかおいちょう, МФА: [ɕikaoi̯ t͡ɕoː]) — містечко в Японії, в повіті Като округу Токаті префектури Хоккайдо. Станом на 1 жовтня 2008 року площа містечка становила 402,86 км². Станом на 31 березня 2017 населення містечка становило 5492 осіб.